# 琥珀滑面蟹
琥珀滑面蟹（学名：Etisus electra）为扇蟹科滑面蟹属的动物。分布于日本、从夏威夷到昆士兰、安达曼、红海至非洲东岸广泛地分布、台湾岛以及中国大陆的海南岛等地，生活环境为海水，常生活于珊瑚礁浅水中。